# Hikisch Rezső
Hikisch Rezső, született: Hickisch Rudolf Ármin (Budapest, 1876. szeptember 3. – Budapest, 1934. július 28.) magyar építész, műegyetemi tanár.

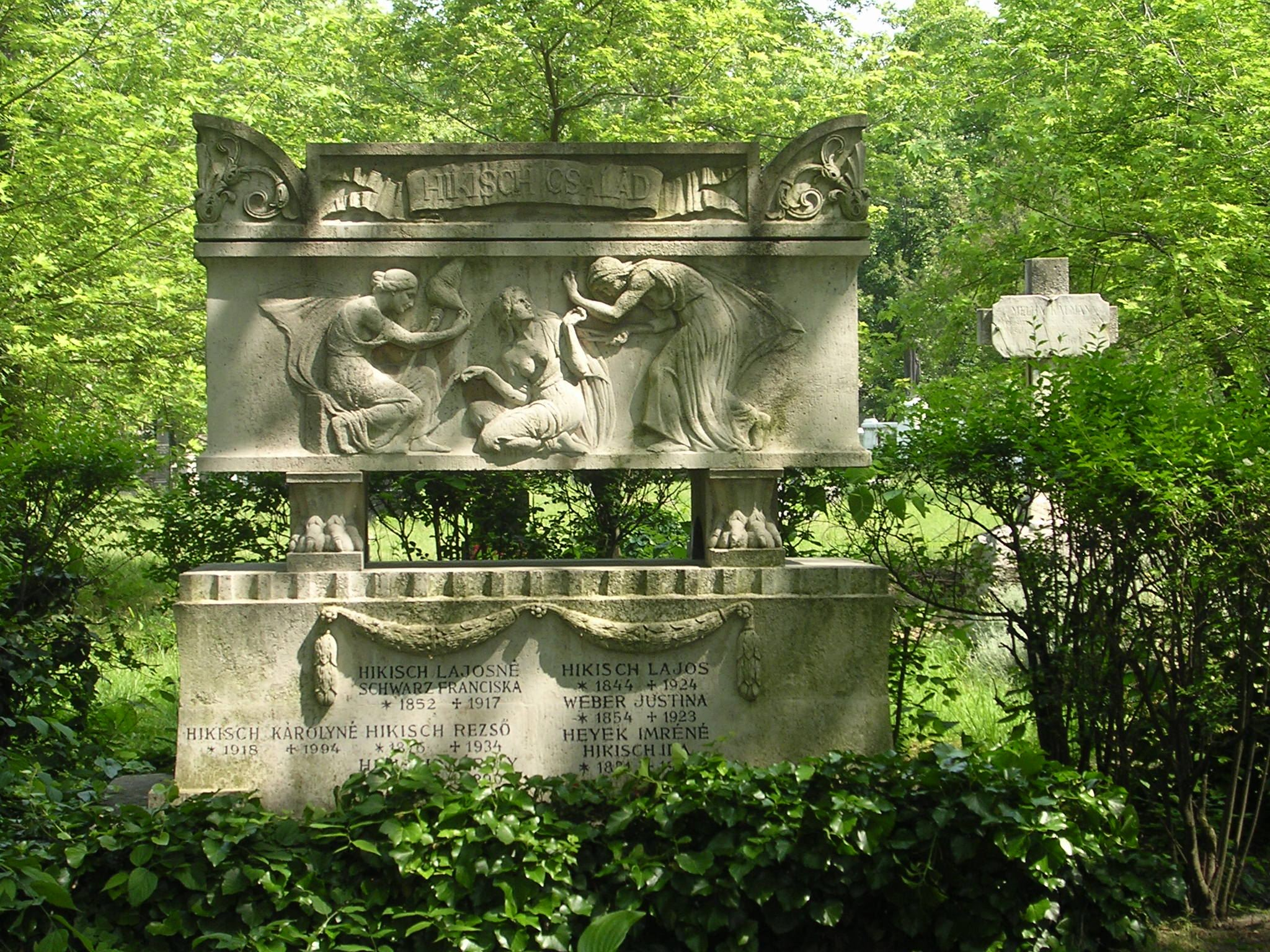
Apjával és családjaikkal közös sírja a Fiumei úti sírkertben (20/1-1-73). Alkotók: Hikisch Rezső és Damkó József

## Életpályája
Édesapja, id. Hikisch Lajos szintén építész volt, előzetes gyakorlatát is az ő építési vállalkozásánál (Schubert és Hickisch) végezte 14 évesen. Édesanyja Schwarz Franciska, keresztszülei Klösz György fényképész és Kovács Aloizia. Hároméves építészeti tanulmányait az Állami Felső Ipariskola 1894-ben történő elvégzése után Ray Rezső Vilmos építészeti irodájában, majd 1896-tól a drezdai művészeti akadémián Paul Wallot mesteriskolájában folytatta, majd 1899 és 1900 között Theodor Fischer mellett dolgozott Münchenben. Itt több Isar-hidat tervezett. 1902-től Budapesten dolgozott. Több pályázatot nyert terveivel, ám ezek közül kevés valósult meg. Részt vett a Sváb Gyula-féle iskolaépítési programban, ahol egy vagy több iskolaépületet tervezett (helyszín nem ismert).
A Tanácsköztársaság idején kapott műegyetemi tanári kinevezését 1919 után hatálytalanították. 1924-ben részt vett a Szent Lukács Gyógyfürdő átalakítási munkálataiban. 1928-ban tervezte a Bécsi úti bérházakat. 1931-ben tervezte meg saját házát a budai Csörsz utca 10. szám alatt (az előtt a Damjanich utca 56. szám alatt lakott). 1932-ben Bárczy István budapesti polgármester bízta meg bérházának tervezésével, s ugyanebben az évben épült fel a Pozsonyi út 9. szám alatti bérház.
A Fiumei úti sírkertben helyezték nyugalomra (20/1 parcella, N/A szakasz, 1. sor, 73. sír). A sír 2004 óta védettnek minősül.

## Ismert épületei
- 1906–1907: Babapuszta, Fernbach Károly kastélya[11]
- 1908: Városháza, színház és szálloda, Kiskunhalas[12]
- 1909–1910: Budapest, Szentendrei úti fővárosi elemi iskola (ma: Kőrösi Csoma Sándor Két Tanítási Nyelvű Gimnázium), 1033 Budapest, Szentendrei út 83.[13][14]
- 1910-es évek: iskolaépület (helyszín nem azonosítható) – a Sváb Gyula-féle iskolaépítési program keretében[15]
- 1910–1911:  Schwarcz Jenő bérháza, 1071 Király utca 51. (Schwarcz Jenővel és Horváth Antallal)[16]
- 1912–1914: Budapest, Astoria Szálló, 1053 Budapest, Kossuth Lajos utca 19. (Ágoston Emillel)[17][18]
- 1921: Budapest, a Lukács fürdő Zsigmond utcai homlokzata és belső udvara[12]
- 1925 k.: Bérház, Budapest, 1122 Budapest, Városmajor u. 32/a-b
- 1927–1929: Székesfehérvár, Hősi emlékmű, 8000 Székesfehérvár, liget, Várkörút 23. (Pásztor János szobrával).[19]
- 1928: Bécsi úti fővárosi kislakásos bérházcsoport ("városi házak"), Budapest, Bécsi út 88-92.[20] – épült Liber Endre kislakásépítési programja keretében
- 1928: Sopron, Hűség kapu, 9400 Sopron, Fő tér 5.[21]
- 1931 k.: 12 lakásos bérház, 1124 Budapest, Csörsz u. 29.
- 1932: a Petőfi téri volt Erzsébet királyné emlékmű tempiettója, 1052 Budapest, Eskü (ma: Március 15.) tér (elpusztult)[22]
- 1932: Bérház, 1137 Budapest, Pozsonyi út 9.

### Ismert síremlékei
Hikisch neves síremléktervező is volt. A következő sírok esetében lehet beazonosítani, mint tervezőt (Fiumei úti sírkert, 1086 Budapest, Fiumei út 16-18.):
- 1931: Márkus József (9-1-36, elpusztult, Tóth Istvánnal)[23]
- 1917 előtt: Lorsch Frigyes (10-5-17, elpusztult)[24]
- 1918 k.?: Klösz György (18-1-37)[25]
- 1902 u.?: Majovszky Vilmos (bal oldali Árkádsor, 5)[26]
- 1911 e.: Forster Géza (bal oldali Árkádsor, 6)[26]
- 1927 k.?: Ruster Béla (bal oldali Árkádsor, 13, Damkó Józseffel)[26]
- 1924: Bayer Arnold (bal oldali Árkádsor, 17, Zala Györggyel)[27]
- 1915 e.: Seenger Béla (jobb oldali Árkádsor, 53-54, Damkó Józseffel)[28]
- 1927 e.: Barta- és Delbecq-család (20/1-1-36, Pásztor Jánossal)[29]
- 1927 e.: Neruda Nándor (20/1-1-72)[29]
- 1924 k.?: Hikisch Lajos (20/1-1-73)[29]
- 1929: Haggenmacher Oszkár (26/1-sziget, Damkó Józseffel)[30]
- 1905: Beöthy Ákos (28-díszsor-41, Zala Györggyel)[31]
- 1901 k.?: Sólcz Vilmos (28-8-21, Damkó Józseffel)[32]
- 1907: Ráth Károly (29/1-1-22, ifj. Mátrai Lajossal)[33]
- 1921 k.?: Gutmann Vilmos mauzóleuma / „Ave Domine mauzóleum” (34/1-1-sarok)[34][35]

Legalább egy síremléket tervezett a Salgótarjáni utcai zsidó temetőbe (1087 Budapest, Salgótarjáni utca 6.):
- 1924 k.?: Kronberger Lipót (déli út/3. szakasz, VIII. parcella)[36]

### Tervben maradt munkái
- 1913: Református templom, Budapest, Városligeti fasor[37]
- 1915: Székesfővárosi krematórium, Budapest[38]
- 1916: „Isten kardja” első világháborús hősi emlékmű, Budapest[39]
- 1923: Néprajzi Múzeum, Budapest[40]

## Emlékezete
- 1938-ban műveiből emlékkiállítást rendeztek a Műcsarnokban.